# Tempelkulon
Tempelkulon is een bestuurslaag in het regentschap Indramayu van de provincie West-Java, Indonesië. Tempelkulon telt 2480 inwoners (volkstelling 2010).